# 태합입지전II
《태합입지전II》(일본어: 太閤立志伝II)는 코에이에서 1995년 3월에 PC9801판이 발매된 PC 게임으로, 태합입지전 시리즈의 두 번째 작품이다. 그 후 플레이스테이션판은 1996년 2월에, 세가 새턴판은 1996년 11월에 발매되었다. 또 윈도우판도 발매되었다. Win판은 Windows 2000에는 비대응으로 되어 있다. 염가판도 PC HOME판과 코에이 정번 시리즈 등에서 발매되고 있고, 또 Win판에 대해서는 2005년 9월 29일에 《마작대회 II Special》과의 트윈 캠페인판도 발매되었다.
그리고 본 작은 휴대 전화 전용으로도 보급되고 있는 《모바일 태합입지전》의 베이스가 되고 있다. 단 동행자 시스템 등은 탑재되지 않고, 그래픽은 주로《태합입지전V》의 것으로 변경되어 있다.
음악은 이와사키 다쿠(岩崎琢)가 담당하고 있다.

## 개요
《I》의, 평정에 출석하여 주명을 해 나가는 것 이외는 무엇을 해도 괜찮은 자유로운 시스템을 거의 그대로 계승하고 있고, 평정이 매월 초에 열리는 것이나 츠지기리(辻斬り)가 가능한 점, 경우에 따라 모반이 가능한 것 등은 바뀌지 않았다. 그 한편으로 전작에서는 가능했던 다이묘 거성에서 희메(姫)의 거실에 잠입하는 것이나, 다이묘를 츠지기리 하는 것 등은 본작에서는 할 수 없게 되었다.
무대는 전작에서는 존재하지 않았던 시코쿠·규슈·도호쿠 지방까지 전국으로 획대되었다. 육지로 이어지지 않은 시코쿠와 규슈에 건너가는 것은 마을에 있는 선두(船頭)를 사용하는 것이 필요하다. 또 전작의 히데요시 뿐만 아니라 시바타 가쓰이에나 아케치 미쓰히데 및 신무장으로의 플레이도 가능하게 되었다. 또, 본작에서는 오다 가 이외에도 다테·호죠·우에스기·다케다·도쿠가와·쵸소카베·모리·시마즈의 각 가문에도 사관하는 것이 가능하다. 그러나 아시카가 가 등, 그 이외의 다이묘 가문에게는 사관할 수 없다.
구게나 승려 등 무장 이외의 인물도 등장하여 다채롭게 되었다. 새로운 토지의 개발 때에 15 퍼즐(가로 세로 4칸씩으로 구성된 판 위에서 비어있는 한 칸을 이용하여 15개의 퍼즐을 움직여 그림을 완성하는 퍼즐)을 행하는 등 주명의 내용에 의한 미니게임을 행하는 요소는 본작에서 처음 등장한 것으로, 그 후 미니게임의 종류가 증가하게 되었다.
또 전작에서는 노부나가는, 히데요시가 주명을 실패하는 것 등으로서 신뢰도가 저하하자, 히데요시를 가차없이 죽이거나(PC-98판에서는 그 장면이 극명하게 표시된다), 조정 공작에서 성과를 거두지 못하자 "네 녀석에게는 실망했다, 두 번 다시 돌아오지 않아도 좋아"라고 닌자로부터 전령을 받거나 하지만, 본작에서는 신뢰도가 내려가도 "해고만은 하지 않겠다, 다음번엔 용서 없어"라고 하는 대사뿐으로, 묘사에 변화가 보인다.
플레이스테이션판이나 세가 새턴판에서는, Windows판에서 점 그림으로 묘사되고 있는 그래픽에 일부는 폴리곤이 사용되고, 전투 시에는 진형이나 특수 전술의 요소가 존재한다.

## 능력치와 기능
능력치는 내정, 외교, 통솔, 무력, 매력이 있지만, 야심도 숨겨진 채로 존재한다. 전작처럼 최고치는 100으로 되어 있다.
기능은 변설, 축성, 산용(算用), 예법, 다도, 검술, 군학, 기마, 철포, 난파(乱波)의 10개로, 전작에서 재구성되었다. 본작에서의 레벨은 기능에 따라 아이콘 마크로 되어 있고, 전작의 레벨 A~D가 아닌 0~3의 4단계로 표시되게 되었다.

## 동행자 시스템
본작에서는 가신 1명을 동행자로 삼을 수 있는데, 다음과 같은 것을 할 수 있다.
- 마을의 시설에서 함께 기능을 습득한다.
- 경호원으로서 자신을 대신하여 싸워준다.
- 새로운 토지 개발이나 적의 성에 잠입할 때 등의 주명 달성에 도움을 준다.
- 여관에 숙박했을 때에 기능을 사사 받는다.

이 동행자 시스템은 게임을 진행하는데 있어서 유용하지만, 그 후의 시리즈 작품에서는 도입되지 않았다.

## 전투

### 개인전
개인전은 동맹국 이외의 다른 가문의 무장에게 츠지기리를 행한 경우, 다른 가문의 무장이나 성의 문지기에게 공격을 하는 경우, 그리고 검술도장에서 사사받거나 검술을 익히는 경우에 행해진다. 다른 가문 무장에게 공격 당하여 교섭의 여지가 있는 경우는, 「쫓아 버리다」, 「목숨을 애걸하다」, 「금을 주다」, 「도망치다」, 「싸우다」라고 하는 선택지가 나와 싸우지 않고 끝나기도 하지만, 그것 이외의 경우는 곧 전투에 돌입한다. 화면 상에 공격바가 표시되고, 그 중에 오렌지색(Windows판의 경우)의 부분, '공격 존'이 있다. 「공격」커맨드를 고르고, 공격 레벨을 선택하면 공격라인이 이동하기 시작하고, 공격 존에 멈추면 적에게 데미지를 준다. 멈추지 않는 경우도 드물게 데미지를 주는 경우도 있다.
공격 방법으로는 「확실히 겨누다」, 「예리하게 휘두르다」, 「급소를 베다」, 「일격필살」이 있는데,  바의 이동 속도는 나열한 순대로 빠르게 움직이며, 공격 존에 멈추었을 경우 데미지가 커진다. 「급소를 베다」는 검술 레벨이 1 이상에서, 「일격필살」은 레벨 3에서 출현한다.
공격 존은 중앙이 좁고, 그 양측으로 작은 간격을 비운 약간 넓은 곳까지 모두 세 곳이 존재한다. 중앙은 「강력」이라고 이름 붙여져 있고, 폭이 좁아 멈추기 어렵지만 멈추면 큰 데미지를 준다. 양측의 부분은 「통상」으로, 멈추기 쉽지만 멈출 경우의 데미지는 작다. 검술 레벨이 2 이상이면 바 중앙(「강력」의 중앙이기도 하다)에 가늘고, 흰 선이 표시되게 되어 있다. 여기에 멈추면 상대에게 치명적인 데미지를 줄 수 있다.
방어에 전념하거나, 특수 공격을 하거나, 도중에 도피하거나 하는 것도 가능하다. 단, 검술 도장에서의 수행 시에는 도피가 불가능하다. 방어에 전념하면 그 턴의 방어력이 2배가 된다. 특수 공격은 검술 기능이 있으면 「위압」이, 난파 기능이 있으면 「눈 속이기(目つぶし)」가, 변설 기능이 있으면 「도발」이 가능하다. 또 도주할 경우에도 반드시 성공하는 것은 아니어서, 잡히기도 한다. 그리고 동행자가 있는 경우에는 대신해서 싸우게 하는 것도 가능하다. 임의의 타이밍에서 교대도 가능하고, 동행자가 전투 중인 경우는 공격 바를 조작하기 전에 클릭하여 자신과 교대할 수 있다.
개인전은 통상은 결착이 날 때까지 행해지지만, 도장에서의 수업인 경우에는 10턴이 경과하면 종료된다.

### 야전
야전이 되는 것은 적 부대와 맵 상에서 부딪혔을 경우나, 공성전에서 수비 측에게 원군이 오는 경우다. 야전은 전술 모드와 전투 모드가 있고, 전술 모드에서는 비(備) 단위로, 전투 모드에서는 조(組) 단위로 행동하게 된다. 주인공이 소속된 비가 적의 비와 접촉하기까지는 전술 모드로, 접촉하면 전투 모드가 된다. 전술 모드에서는 이동하는 것 이외에도, 병사를 고무시키거나 복병이나 의병(擬兵) 등의 계략을 사용하는 것도 가능하다. 자신이 총대장일 때는 배하의 무장에게 명령을 내린다. 반대로 총대장이 아닐 때는 공략 명령을 받지만, 반드시 명령에 따라야 하는 것은 아니어서, 자신이 생각했던 대로 움직이는 것도 가능하다. 이것은 공성전의 경우도 마찬가지다.
전투 모드에 들어가면, 시간의 경과와 함께 오른쪽 하단의 「행동 포인트 게이지」가 모여 가고, 필요에 따라 진행을 멈추고 커멘드를 낸다. 포인트 게이지는 6까지 있고, 모두 모으면 자동적으로 진행이 멈춘다. 이동에는 포인트가 2 이상, 통상 공격에는 4 이상이 필요하여, 크게 움직이는 만큼 포인트를 소비한다. 철포 공격이나 기마 돌격에 필요한 포인트는 각 기능에 의해 다르다. 또 자신이 비대장이나 총대장일 때에는 배하의 조에 명령을 내린다. 명령에는 포인트는 필요 없고, 임의의 타이밍에서 명령할 수 있다.
또 일부의 무장으로부터 배울 수 있는 특수 전술이나 진형(PS판의 경우)을 야전에서는 사용할 수 있다.

### 공성전
공성전은 야전에서의 전투 모드는 없고, 적과 인접했을 경우도 포함해서 항상 전술 모드로 진행한다. 성문을 열고 공격해 들어가는 것 이외에도, 성벽이나 비탈길을 올라 진군하는 것도 가능하다. 사용하는 계략은 야전의 경우보다 많다. 예를 들면 적 총대장을 도발하여 꾀어내서, 노력하지 않고 성을 함락시키는 것도 가능하게 되어 있다. 야습도 가능해서, 성공하면 통상보다도 큰 손해를 주게 된다. 다만, 성의 내구도가 높으면 손해의 폭은 감소한다.

## 모바일 태합입지전
《모바일 태합입지전》에서는 용량의 한계로 이하의 항목이 삭제 또는 사용 변경되어 있다.
주인공의 특기 중 검술, 축성, 난파, 다도가 삭제되었다.
「항」 커멘드가 삭제되었다. 시코쿠, 규슈에는 지정된 통로 이외로는 가지 못하게 되었다.
「닌자 저택」, 「사원」의 「다이묘 정보」, 「남만사」의 「외교정보」가 삭제되었다. 대신에, 다른 가문 성의 「정보」 커멘드로 성과 무장 정보를 들을 수 있게 되었다.
《태합입지전III》에서 공경이 기쿠테이 하루스에(菊亭春季)만 등장하기 때문인지, 「공가댁」 커맨드가 삭제되고, 「황거」에 들어가면, 기쿠테이에게 공작을 의뢰할 수 있게 되었다.

## 같이 보기
- 진·삼국무쌍 - 같은 코에이의 무쌍 시리즈 제1탄으로, 숨은 캐릭터로서 본작의 주인공 기노시타 도키치로가 「토키치(とーきち)」라고 하는 이름으로 게스트 참전한다. 모습은 본작 PS판의 2등신 폴리곤 캐릭터이며, 전용 BGM은 본작의 사카이 마을의 테마를 어레인지한 것으로 되어 있다.